# Ozarba socotrana
Ozarba socotrana là một loài bướm đêm trong họ Noctuidae.